# Gideå församling
Gideå församling var en församling i Arnäs pastorat i Örnsköldsviks kontrakt i Härnösands stift. Församlingen låg i Örnsköldsviks kommun i Västernorrlands län (Ångermanland). Församlingen uppgick 2014 i Gideå-Trehörningsjö församling.
Församlingskyrka var Gideå kyrka.

## Administrativ historik
Gideå församling bildades 1807 genom en utbrytning ur Arnäs församling som kapellag. Församlingen tillkom på initiativ av ägarna till Gideå bruk, bröderna Jacob Christian och Isaac Ephraim Clason i vallonsläkten Clason, för att tillgodose bruksfolkets behov. Förutom av Gideå bruk skulle kapellaget omfatta byarna Hötjärn, Norrgissjö, Sörgissjö, Bölen, Rullnäs, Västergidsjö, Hundsjö, Jakobsskatan, Flärke, Kroksjö, Hattsjö, Flyggsjö, Byviken, Lemesjö, Långviken, Karlsviken, Lomviken och Nordsjö. Kapellet uppfördes i Norrgissjö.
1813 blev Gideå församling annexförsamling. Mellan 1865 och 1872 utbröts Trehörningsjö församling.
Församlingen uppgick 2014 i Gideå-Trehörningsjö församling.

### Pastorat
- Från 1807 till 1823: Annexförsamling i pastoratet Arnäs och Gideå.
- Från 1823 till 1872: Eget pastorat.
- Från 1872 till 1 maj 1922: Moderförsamling i pastoratet Gideå och Trehörningsjö.
- Från 1 maj 1922 till 1962: Eget pastorat.
- Från 1962 till 2002: Moderförsamling i pastoratet Gideå och Trehörningsjö.[4]
- Från 2002 till 2014: Annexförsamling i pastoratet Arnäs, Gideå och Trehörningsjö.[5]

## Kyrkoherdar
| Ämbetstid | Namn                  | Levnadstid | Övrigt                                 |
| --------- | --------------------- | ---------- | -------------------------------------- |
| 1822–1828 | Olof Hasselhuhn       | 1781–1828  |                                        |
| 1832–1853 | Anders Häggmark       | 1789–1853  |                                        |
| 1856–1868 | Carl Johan Hammargren | 1813–1868  |                                        |
| 1872–1879 | Jakob Elias Grahn     |            | Senare kyrkoherde i Rödöns församling. |
| 1880–1921 | Jonas Erik Björkquist | 1845–1921  | Kontraktsprost.                        |

## Befolkningsutveckling
| Befolkningsutvecklingen i Gideå församling 1870–1990          | Befolkningsutvecklingen i Gideå församling 1870–1990 | Befolkningsutvecklingen i Gideå församling 1870–1990 | Befolkningsutvecklingen i Gideå församling 1870–1990 | Befolkningsutvecklingen i Gideå församling 1870–1990 |
| ------------------------------------------------------------- | ---------------------------------------------------- | ---------------------------------------------------- | ---------------------------------------------------- | ---------------------------------------------------- |
|                                                               |                                                      |                                                      |                                                      |                                                      |
| År                                                            |                                                      |                                                      | Folkmängd                                            |                                                      |
| 1870                                                          | 1870                                                 |                                                      | 1 526                                                |                                                      |
| 1880                                                          | 1880                                                 |                                                      | 1 682                                                |                                                      |
| 1890                                                          | 1890                                                 |                                                      | 1 963                                                |                                                      |
| 1900                                                          | 1900                                                 |                                                      | 2 149                                                |                                                      |
| 1910                                                          | 1910                                                 |                                                      | 2 067                                                |                                                      |
| 1920                                                          | 1920                                                 |                                                      | 2 063                                                |                                                      |
| 1930                                                          | 1930                                                 |                                                      | 1 934                                                |                                                      |
| 1940                                                          | 1940                                                 |                                                      | 1 856                                                |                                                      |
| 1950                                                          | 1950                                                 |                                                      | 1 682                                                |                                                      |
| 1960                                                          | 1960                                                 |                                                      | 1 442                                                |                                                      |
| 1970                                                          | 1970                                                 |                                                      | 1 074                                                |                                                      |
| 1980                                                          | 1980                                                 |                                                      | 849                                                  |                                                      |
| 1990                                                          | 1990                                                 |                                                      | 747                                                  |                                                      |
| Anm: Källor: Demografiska databasen, CEDAR, Umeå universitet. |                                                      |                                                      |                                                      |                                                      |